# Gramàtica polonesa
La gramàtica polonesa descriu la morfologia i de la sintaxi de la llengua polonesa. El polonès comparteix molts trets amb la majoria de llengües eslaves, és a dir, declinacions (set casos: nominatiu, genitiu, datiu, acusatiu, locatiu, instrumental i vocatiu) i aspectes verbals, ço és, perfectiu i imperfectiu.

## L'alfabet. Vocals i consonants. Pronunciació

### L'alfabet
L'alfabet polonès consta de 32 lletres, que són les següents:
| Grafia | IPA  | Grafia | IPA |
| ------ | ---- | ------ | --- |
| a      | [a]  | m      | [m] |
| ą      | [~ɔ] | n      | [n] |
| b      | [b]  | ń      | [ɲ] |
| c      | [ts] | o      | [ɔ] |
| ć      | [tɕ] | ó      | [u] |
| d      | [d]  | p      | [p] |
| e      | [ɛ]  | r      | [r] |
| ę      | [~ɛ] | s      | [s] |
| f      | [f]  | ś      | [ɕ] |
| g      | [g]  | t      | [t] |
| h      | [x]  | u      | [u] |
| i      | [i]  | w      | [v] |
| j      | [j]  | y      | [ɨ] |
| k      | [k]  | z      | [z] |
| l      | [l]  | ź      | [ʑ] |
| ł      | [w]  | ż      | [ʒ] |

A més a més, hi ha 7 dígrafs, que són els següents:
| Grafia | IPA  |
| ------ | ---- |
| ch     | [x]  |
| cz     | [tʃ] |
| dz     | [dz] |
| dź     | [dʑ] |
| dż     | [dʒ] |
| rz     | [ʒ]  |
| sz     | [ʃ]  |

Els diccionaris polonesos inclouen tant les grafies simples com les dobles en ordre alfabètic. A molts diccionaris els dígrafs no tenen una entrada pròpia, sinó que apareixen ubicats com a grafies dobles en el lloc alfabètic que els correspongui en la seqüència dins de la lletra simple inicial. L'ordre alfabètic és el següent:
| a | ą | b | c | ch | cz | ć | d | dz | dź | dż | e  | ę | f | g | h | i | j | k |   |
| l | ł | m | n | ń  | o  | ó | p | r  | rz | s  | sz | ś | t | u | w | y | z | ź | ż |

### Les grafies
Les grafies poloneses en majúscules i minúscules són les següents:
| A a | Ą ą | B b | C c | Ć ć | D d | E e | Ę ę |  |
| F f | G g | H h | I i | J j | K k | L l | Ł ł |  |
| M m | N n | Ń ń | O o | Ó ó | P p | R r | S s |  |
| Ś ś | T t | U u | W w | Y y | Z z | Ź ź | Ż ż |  |

L'ús de les grafies q, v i x és molt poc freqüent, s'empren només en l'ús de paraules estrangeres.

### Vocals i consonants
Els sons que emet l'aparell fonador es classifiquen en vocals i consonants a partir d'una sèrie de criteris que prenen en consideració diversos aspectes del fenomen d'emissió.
Les vocals, des d'un criteri mecànicoacústic, són sons emesos només per la vibració de les cordes vocals sense que concorreixi en llur producció cap constricció entre la laringe i les obertures oral i nasal. En canvi, en l'emissió de les consonants els elements articulatoris interposen algun obstacle en llur producció.

#### Classificació de les vocals
El repetorti vocàlic polonès és el següent:
a - ą - e - ę - i - y - o - u (ó)
L'articulació dels fonemes vocàlics es produeix a conseqüència de la modificació que exerceixen els diversos ressonadors amb llur acció filtrant. En aquest procés intervenen diversos òrgans com la llengua (que afecta amb les diverses posicions que adopta, tant en l'eix vertical com en l'horitzontal), la mandíbula inferior, els llavis i el paladar tou.
Les vocals poloneses es classifiquen segons cinc criteris:
- I: la posició del vel del paladar pot donar lloc a vocals orals i vocals nasals. En la producció de les vocals orals (a, e, i, y, o, u) el vel s'eleva i obtura la nasofaringe bo i impedint que l'aire hi passi per la cavitat nasal. En canvi, en la producció de vocals nasals (ą, ę) el vel descendeix i allibera el flux de l'aire a través de la nasofaringe, i es produeix una ressonància nasal.
- II: segons quina sigui la part de la llengua (predors, dors o postdors) afectada pel moviment vertical, ço és, segons la posició de la llengua en l'eix horitzontal, una vocal pot ser:
  - Anterior (timbre agut): e, i, y
  - Central (timbre neutre): a
  - Posterior (timbre greu): o, u
- III: segons sigui la posició de la llengua en l'eix vertical, és a dir, segons el moviment vertical de la llengua cap al paladar, una vocal pot ser:
  - Alta (obertura mínima): i, y, u
  - Mitjana (obertura mitjana): e, o
  - Baixa (obertura màxima): a
- IV: en la producció de fonemes vocàlics pot intervenir també la labialització, ço és, la participació activa dels llavis. Les vocals labialitzades són aquelles que requereixen en llur emissió que els llavis estiguin rodons, per això també s'anomenen vocals arrodonides. En polonès són o i u.
- V: quan en l'articulació dels fonemes es produeix vibració de les cordes vocals, aquests es denominen sonors. Totes les vocals són sonores.

Classificació de les vocals
|         | Anterior | Central | Posterior |
| ------- | -------- | ------- | --------- |
| Alta    | i        | y       | u         |
| Mitjana | e / ę    |         | o / ą     |
| Baixa   |          | a       |           |

#### Classificació de les consonants
El repertori consonàntic polonès és el següent:
b - c - ć - cz - d - dz - dź - dż - f - g - h (ch) - j - k
l - ł - m - n - ń - p - r - s - ś - sz - t - w - z - ź - ż (rz)
Les consonants poloneses es classifiquen segons cinc criteris:
- I. L'oralitat o nasalitat

Quan en l'articulació dels fonemes l'aire passa per les fosses nasals, els fonemes es denominen nasals (m, n, ń). Si, en canvi, l'aire surt per la boca, els fonemes s'anomenen orals (tota la resta). La diferència fonamental en la distinció d'aquest tipus de fonemes rau en el tipus de resonador utilitzat per damunt la laringe, bé sigui la cavitat nasal, bé l'oral, respectivament.
- II. La sonoritat

Quan en l'articulació dels fonemes es produeix vibració de la glotis, s'anomenen sonors. Contràriament, quan l'articulació dels fonemes no comporta la vibració de les cordes vocals es defineixen com a fonemes sords.
El repetori de consonants sonores de la llengua polonesa és el següent: b, d, g, w, z, ź, ż / rz, dz, dź, dż, m, n, r, l, ł, j.
I el conjunt de consonants sordes existents en polonès el componen les següents: p, t, k, f, s, ś, sz, ch / h, c, ć, cz.
En polonès hi ha fonemes consonàntics que, amb idèntic punt d'articulació, s'oposen únicament pel tret de sonoritat. Hi ha les següents parelles correlatives de consonants sonores i sordes:
| Sonores | b | d | g | w | z | ź | ż/rz | dz | dź | dż | m | n | ń | r | l | ł | j |
| Sordes  | p | t | k | f | s | ś | sz   | c  | ć  | cz |   |   |   |   |   |   |   |

Les consonants m, n, ń, r, l, ł, j són sonores, però manquen de correlatives sordes.
- III. El punt d'articulació

L'articulació és un procés pel qual la circulació del flux d'aire es veu alterat per algun tipus d'obstacle interposat per l'aparell fonador. Els òrgans articulatoris que hi intervenen en l'articulació són: els llavis, les dents, les diferents parts del paladar (alvèol, paladar dur, paladar tou o vel), la llengua i la glotis. Tots aquests òrgans articulen per oposició amb un altre òrgan. L'únic que no ho fa així és la glotis, que pot articular de mode independent. Segons el punt d'articulació, els fonemes consonàntics es classifiquen en:
- - Bilabials o articulats per oposició dels llavis: p, b, m
  - Labiodentals o articulats per oposició de les dents superiors amb el llavi inferior: f, w
  - Linguodentals o articulats per oposició de la punta de la llengua amb les dents superiors: t, d, s, z, c, dz, n, ł
  - Linguoalveolars o articulats per oposició de la punta de la llengua amb la zona alveolar: sz, ż/rz, cz, dż, r, l
  - Linguopalatals o articulats per oposició de la llengua amb el paladar dur: ś, ź, ć, dź, ń, j
  - Velars o articulats per oposició de la part posterior de la llengua amb el paladar tou: k, g, ch/h
- IV. El mode d'articulació

D'altra banda, l'articulació pot realitzar-se de diferents modes, tot originant fonemes que poden ser obstruents (quan en l'articulació s'estreta o tanca la cavitat vocàlica) o sonants (quan en l'articulació el grau d'obstrucció és molt feble i s'apropen les vocals).
Els fonemes consonàntics obstruents poden ser:
- - Oclusius: si es produeix un tancament complet momentani en la sortida de l'aire: p, b, t, d, k, g
  - Fricatius: si l'aire travessa un espai estret en la sortida: f, w, s, z, ś, ź, sz, ż, ch/h
  - Africats: si es produeix una oclusió seguida de fricació: c, cz, ć, dz, dż, dź

Els fonemes consonàntics sonants es classifiquen en:
- - Líquids: si tenen alhora trets vocàlics (com la cavitat bucal amb àmplia dimensió longitudinal) i trets consonàntics (com tancament i obertura de la sortida de l'aire a través de la cavitat bucal, o tancament intermitent de la cavitat): r, l
  - Nasals: si es produeixen amb el vel del paladar baixat i desenganxat de la paret faríngia, de mode que l'aire passa pel conducte rinofaringi: m, n, ń
  - Lliscants: es tracta de fonemes caracteritzats per no ésser ni vocàlics ni consonàntics, per això també s'anomenen semiconsonants o semivocals: ł, j
- V. La palatalització

Les consonants poloneses poden estar palatalizades o no. La palatalització és un fenomen particular d'assimilació que pateixen els fonemes en entrar en contacte amb un palatal. Una consonant està palatalitzada si el seu punt d'articulació s'apropa al paladar dur. A la llengua escrita se sap que una consonant està palatalitzada quan:
- - Va seguida de i: latarnia (fanal), babcia (àvia)
  - Duu el signe diacrític (´): koń (cavall), łódź (barca)

Segons el criteri de l'existència o manca de palatalització, les consonants es classifiquen en tres grups:
- Dures: consonants que no estan palatalitzades: kot (gat), kawa (cafè), dom (casa). Són les següents: p, b, f, w, t, d, s, z, k, g, ch, m, n, ł, r
- Toves: consonants que sí que estan palatalitzades: pani (senyora), wieś (vila). Són les següents: pi, bi, fi, wi, ci, ć, dzi, dź, si, ś, zi, ź, ki, gi, chi, mi, ni, ń, li
- Funcionals o històricament toves: hi ha un tercer grup de consonants que, tot i ser dures, actuen en el sistema flexiu nominal com si fossin consonants toves, ço és, adopten les desinències casuals pròpies de les consonants toves. Són les següents: c, cz, dz, dż, l, sz, rz, ż

Classificació
| Dures       | p  | b  | f  | w  | t    | d      | s    | z    | k    | g    | ch     | m  | n    | ł  | r  |
| Toves       | pi | bi | fi | wi | ci/ć | dzi/dź | si/ś | zi/ź | ki   | gi   | chi/si | mi | ni/ń | li |    |
| Func. toves |    |    |    |    | cz   | dz/dż  | sz   | ż    | c/cz | ż/dz | sz     |    |      | l  | rz |

En el procés flexiu cal parar atenció al fenomen de la palatalització, atès que influeix decisivament en l'ús d'una desinència o una altra.

### Fonemes, al·lòfons i grafies
El repertori de fonemes vocàlics i consonàntics del polonès, així com llurs corresponents al·lòfons i grafies, queda constituït així:
| Fonemes | Alòfons | Grafies         | Fonemes | Alòfons | Grafies |
| ------- | ------- | --------------- | ------- | ------- | ------- |
| /a/     | [a]     | a               | /w/     | [w]     | ł       |
| /b/     | [b/bˈ]  | b/bi            | /m/     | [m/mˈ]  | m/mi    |
| /ts/    | [ts]    | c               | /n/     | [n]     | n       |
| /x/     | [x/xˈ]  | ch (h)/chi (hi) | /ɲ/     | [ɲ]     | ń/ni    |
| /tʃ/    | [tʃ]    | cz              | /ɔ/     | [ɔˈ/~ɔ] | o/ą     |
| /tɕ/    | [tɕ]    | ć/ci            | /p/     | [p/pˈ]  | p/pi    |
| /d/     | [d]     | d               | /r/     | [r]     | r       |
| /dz/    | [dz]    | dz              | /s/     | [s]     | s       |
| /dʑ/    | [dʑ]    | dź/dzi          | /ʃ/     | [ʃ]     | sz      |
| /dʒ/    | [dʒ]    | dż              | /ɕ/     | [ɕ]     | ś/si    |
| /ɛ/     | [ɛ/~ɛ]  | e/ę             | /t/     | [t]     | t       |
| /f/     | [f/fˈ]  | f/fi            | /u/     | [u]     | u/ó     |
| /g/     | [g/gˈ]  | g/gi            | /v/     | [v/vˈ]  | w/wi    |
| /i/     | [i/ɨ]   | i/y             | /z/     | [z]     | z       |
| /j/     | [j]     | j               | /ʑ/     | [ʑ]     | ź/zi    |
| /k/     | [k/kˈ]  | k/ki            | /ʒ/     | [ʒ]     | ż/rz    |
| /l/     | [l/lˈ]  | l/li            |         |         |         |

### L'accent
En polonès les paraules tenen accent d'intensitat (la força espiratòria amb què es pronuncia un so en relació amb aquells que hi són propers), això no obstant, aquesta intensitat no es representa ortogràficament. Com a norma, totes les paraules polisíl·labes són planes, és a dir, que la intensitat cau sempre en la penúltima síl·laba. No hi ha accentuació aguda i els casos d'esdrúixoles són molt concrets:
- Les formes verbals de la primera i segona persona del plural del temps pretèrit: pisaliśmy (escrivíem), szukaliście (cercàveu), oglądaliśmy (contemplàvem), czytaliście (llegíeu).
- Totes les formes verbals personals del singular la de tercera persona del plural del mode condicional: czytaliby (llegirien), pisałbym (escriuria).
- Els següents numerals: czterysta (400), siedemset (700), osiemset (800) i dziewięćset (900).
- Determinades paraules d'origen estranger, particularment d'origen grec i llatí, acabades en -yka o -ika: botanika (botànica), fizyka (física), matematyka (matemàtiques), kronika (crònica), republika (república), opera (òpera).

L'accentuació sobreesdrúixola es dona en les formes verbals de primera i segona persona del plural del mode condicional: napisalibyśmy (escriuríem), chodziłybyście (caminaríeu), czytalibyście (llegiríeu).
Als grups d'intensitat formats per dues o més paraules es poden produir dos fenòmens:
- I. Enclisi: és la unió prosòdica d'una paraula (generalment monosíl·laba) a una altra immediatament precedent amb la qual forma una unitat accentual en posseir la primera un accent dominant. És el cas de l'expressió zrób—to (fes això), en què el pronom to (això) es troba en posició enclítica.
- II. Proclisi: és la unió prosòdica d'una paraula (sovint un monosíl·lab) a la paraula següent, que té un accent dominant, com si en formés part. Això succeeix, per exemple: dla—pana (per al senyor), on la preposició dla (per a) es troba en posició proclítica respecte del substantiu pan(a) (senyor).

L'enclisi es produeix en polonès en els casos següents:
- I. Quan una preposició precedeix un pronom monosíl·lab es pronuncia com un sol grup d'intensitat i recau sobre la preposició: dla—nas (per a nosaltres), zanim (rere ell), po—nim (rere ell).
- II. Quan la partícula negativa nie (no) precedeix un monosíl·lab, l'accent d'intensitat recau sobre la partícula i ambdós elements es pronuncien com un únic grup d'intensitat: nie—mam (no tinc), nie—był (no fou), to nie—on (no és aquest).
- III. Totes les formes flexives dels pronoms personals, tret de la del cas nominatiu, manquen d'accent d'intensitat. Quan una forma verbal les precedeix, es pronuncien aglutinades com si es tractés d'un únic grup d'intensitat: dał—mu (li donà), pisałem—ci (vaig escriure't), widział—go (el veié).
- IV. El reflexiu się manca d'accentuació quan va precedit per un verb i es pronuncien tots dos junts: boję—się (tinc por), pospiesz—się (afanya't).

La proclisi, d'altra banda, té lloc en els dos casos següents:
- I. Quan una preposició precedeix una paraula diferent d'un pronom monosíl·lab, l'accent d'intensitat recau sobre l'element no preposicional i ambdós elements conformen un sol grup d'intensitat: za—drzewami (rere els arbres), dla—dzieci (per als nens), na—stole (a la taula).
- II. La partícula negativa nie forma un grup d'intensitat amb la paraula següent quan no és una forma verbal polisíl·laba, en aquest cas, l'accent d'intensitat recau sobre el verb: nie—śpiewa (no canta), nie—szkodzi (no importa), nie—chcecie (no voleu).

### L'alternança vocàlica
L'alternança vocàlica és un dels fenòmens pels quals el polonès és considerat un idioma difícil a l'hora de realitzar correctament tant la flexió nominal com la verbal, atès que, a diferència de l'alternança consonàntica, no té una sistematització del procés evolutiu, i els casos d'alternança vocàlica es produeixen de forma irregular.
El fenomen de l'alternança està històricament relacionat amb el procés de vocalització que patiren els dos tipus de iers en el procés de transformació de l'antic eslau a la llengua polonesa i que donà lloc a una doble classificació de les consonants segons estiguessin palatalitzades o no. Així doncs, es denominen consonants dures aquelles que no estan palatalitzades, en canvi, es refereix a consonants toves quan sí que estan palatalitzades. Hi ha, a més a més, un tercer grup de consonants que, tot i ser dures, actuen en el sistema flexiu com a toves.
La palatalització té el seu origen en el procés de vocalització sofrit pels dos tipus de iers existents en l'antic eslau i que provenien de l'indoeuropeu. La u breu de l'indoeuropeu es transformà en l'antic eslau en un ier posterior o velar (dur), que es transcriu per ъ, mentre que la i breu es convertí en un ier anterior o palatal (tou), transcrit per ь. Quan a partir de l'any 1000 s'inicia el procés de formació de les diferents llengües eslaves, els iers patiren en uns casos processos de desaparició i, en d'altres, de transformació en vocals operatives en cadascuna de les diferents llengües eslaves. Així, en polonès, la vocalització dels iers donà lloc a dos processos generalitzats:
- I. Al final de paraula i davant de vocal el ier començà a pronunciar-se de forma tan feble que va desaparèixer completament cap a la fi de segle xi. Com a conseqüència, paraules poloneses com konь o domъ començaren a pronunciar-se aleshores com en l'actualitat: koń (cavall) i dom (casa). Tanmateix, en aquest procés de desaparició, mentre que el ier dur no deixà traça en la consonant precedent, el ier tou donà lloc a la palatalització. Per això dom acaba en consonant dura i koń, en canvi, en consonant tova.
- II. En les síl·labes no finals amb ier tou, el ier es convertí en element vocàlic de la síl·laba, bo i transformant-se en una e. D'aquesta forma, paraules com pьsъ i dьnь han donat lloc a les paraules poloneses pies (gos) i dzień (dia), respectivament. Tant en pьsъ com en dьnь el primer ier tou palatalitza la consonant precedent i es transforma en e en estar en posició no final de paraula: pь > pie i dъ > dzie. El segon ier, dur en piesъ i tou en dzienь, desapareix en anar en posició final, però mentre que a pies, en ser dur, no hi deixà cap traça, en dzień, en ser tou, palatalitzà la -n final, que passà a -ń.

Per tant, es pot deduir que quan en polonès actual apareix una consonant dura davant la vocal e o al final de paraula, en el lloc d'aquesta e i al final de paraula hi hagué antigament un ier dur (ъ). En canvi, si en aquestes mateixes posicions existí un ier tou (ь), davant d'aquesta e i al final de paraula es troba en la llengua actual una consonant tova.
Cal també considerar que la inflexió de la e breu en o i de la e llarga en a es produí en polonès amb anterioritat al procés de vocalització dels iers. Per això la e procedent de ъ no patí cap tipus d'inflexió. Aquests canvis tingueren lloc el segle x, quan la vocal e breu precedia les consonants dures. En aquesta posició, la e breu es transformà en o, i així aparegueren formes com niesą > niosą (porten), pletą > plotą (trenen). D'altra banda, en aquestes mateixes posicions la e llarga començà a ser substituïda per a: miera > miara (mesura), kwiet > kwiat (flor), les > las (bosc). Finalment, la e llarga davant de consonant tova començà a pronunciar-se com e: w lesie (al bosc), niesiesz (portes).
L'alternança vocàlica pot produir-se tant en la declinació i conjugació com en la derivació, si bé són els substantius, adjectius i verbs els que amb més freqüència experimenten el fenomen de l'apofonia. D'altra banda, i en relació amb el problema de l'alternança vocàlica en la derivació, cal destacar que, si bé la presència d'aquest tipus d'alternances en la flexió implica llur aparició en la derivació, la presència d'aquesta alternança vocàlica en la derivació no exigeix que es manifesti en la flexió de la paraula de la qual es deriva. Així, per exemple, el substantiu neutre singular que en el cas nominatiu és lato (estiu) i en el cas locatiu singular és (w) lecie pateix l'alternança a:e, d'aquí els seus derivats letnik (estiuejador), letni (estiuenc), wyletnić się (vestir-se amb roba d'estiu) també tinguin e i no a. En canvi, si hom analitza el substantiu masculí singular obszar (territori), veu que el cas locatiu és na obszarze (al territori) i un dels seus derivats és l'adjectiu obserny (territorial) (tanmateix, l'alternança a:e no es produeix en la flexió).
En la següent taula es recull el conjunt d'alternances vocàliques i llur incidència en cadascun dels sistemes flexius:
| Alternances | Flexió nominal | Flexió verbal |
| ----------- | -------------- | ------------- |
| a:e /'a:'e  | +              | -             |
| e:Ø / 'e:Ø  | +              | +             |
| ę:ą / 'ę:'ą | +              | +             |
| i:Ø         | -              | +             |
| o:e / 'o:'e | +              | +             |
| o:ó / 'o:'ó | +              | +             |
| o:a         | -              | +             |
| o:Ø / 'o:Ø  | +              | -             |
| ą:ę / 'ą:'ę | +              | +             |
| ó:e / 'ó:'e | +              | -             |
| ó:o / 'ó:'o | +              | -             |
| ó:a         | -              | +             |
| y:Ø         | -              | +             |
| Ø:y         | +              | -             |
| Ø:e         | +              | -             |

#### Alternança a:e / 'a:'e
Aquest tipus d'alternança es dona en la flexió dels substantius. En primer lloc, es produeix en el cas locatiu singular de la flexió de substantius de gènere masculí abans d'adoptar la desinència casual -e. Això ocorre a conseqüència de l'alternança consonàntica obligatòria que provoca que el tema acabat en consonant dura (tret de -ak, -ag, -ach) es transformi en la seva corresponent tova o en la seva funcionalment tova:
| N. sing.         | L. sing.    |
| świat (món)      | na świecie  |
| las (bosc)       | w lesie     |
| kwiat (flor)     | w kwiecie   |
| obiad (esmorzar) | na obiedzie |
| wiatr (vent)     | na wietrze  |
Es produeix també aquesta alternança en la flexió dels substantius neutres en el cas locatiu singular abans d'adoptar el morfema casual -e:
| N. sing.        | L. sing.  |
| ciasto (pastís) | w cieście |
| miasto (ciutat) | w mieście |
| ciało (cos)     | w ciele   |
| lato (estiu)    | w lecie   |
També té lloc aquesta alternança en el cas locatiu masculí singular de tots els substantius acabats en -jazd:
| N. sing.            | L. sing.      |
| przyjazd (arribada) | o przyjeździe |
| najazd (invasió)    | o najeździe   |
| wyjazd (sortida)    | o wyjeździe   |
| podjazd (accés)     | podjeździe    |
També s'observa aquesta alternança en el cas locatiu singular dels substantius femenins amb tema en consonant dura:
| N. sing.         | L. sing.     |
| wiara (fe)       | w wierze     |
| miara (mesura)   | w mierze     |
| ofiara (víctima) | o ofierze    |
| gwiazda (estel)  | na gwieździe |
Aquesta alternança es torna a trobar en el cas vocatiu singular dels substantius masculins acabats en consonant dura (tret de -ak, -ag, -ach):
| N. sing.     | V. sing. |
| kwiat (flor) | kwiecie! |
| wiatr (vent) | wietrze! |
| świat (món)  | świecie! |
També els substantius masculins personals la desinència casual dels quals en cas nominatiu plural és -i pateixen aquesta alternança en la derivació:
| N. sing.     | N. pl.   |
| sąsiad (veí) | sąsiedzi |
En la flexió verbal pot trobar-se aquesta alternança en el temps pretèrit en les persones 1a, 2a i 3a del plural del gènere masculí personal del verb jeść (menjar):
|    | Singular | Plural    |
| 1a | jadłem   | jedliśmy  |
| 2a | jadłeś   | jedliście |
| 3a | jadł     | jedli     |

#### Alternança e:Ø / 'e:Ø
Aquesta alternança és freqüent en el cas genitiu singular dels substantius masculins quan en nominatiu singular acaben en -ec, -ek, -el i -et:
| N. sing.            | G. sing. |
| widelec (forquilla) | widel-ca |
| wtorek (dimarts)    | wtor-ku  |
| pędzel              | pędz-la  |
| ocet (vinagre)      | oc-tu    |
També es produeix en el cas genitiu singular dels substantius masculins que en el cas nominatiu singular acaben en -'ec, -'eć, -'er:
| N. sing.          | G. sing.   |
| chłopiec (noi)    | chłop-ca   |
| ojciec (pare)     | ojc-a      |
| paznokieć (ungla) | paznok-cia |
| cukier (sucre)    | cuk-ru     |
També és freqüent quan afecta l'aspecte verbal, ja que la -'e del tema dels verbs imperfectius desapareix en les seves corresponents formes perfectives:
| Verbs imperfectius | Verbs perfectius |
| zabierać (treure)  | zab-rać          |
| wybierać (triar)   | wyb-rać          |

#### Alternança ę:ą / 'ę:'ą
Aquesta alternança és pròpia del cas genitiu plural en la flexió de substantius i numerals, tot i que també pot aparèixer en algunes formes de la flexió verbal. És regular en els següents casos:
- I. En el cas genitiu plural dels substantius femenins:

| N. sing.        | G. pl. |
| ręka (mà)       | rąk    |
| księga (llibre) | ksiąg  |
| męka (turment)  | mąk    |
- II. En el cas genitiu plural de substantius neutres:

| N. sing.         | G. pl.    |
| dziewczę (noia)  | dziewcząt |
| cielę (vedella)  | cieląt    |
| zwierzę (animal) | zwierząt  |
| święto (festa)   | świąt     |
- III. En els numerals ordinals derivats de cardinals acabats en -ęć:

| Cardinals      | Ordinals  |
| pięć (cinc)    | piąty     |
| dziewięć (nou) | dziewiąty |
| dziesięć (deu) | dziesiąty |
- IV. En els derivats d'alguns substantius de gènere femení acabats en -ęć, -ęś, -ęść en el cas nominatiu singular:

| Substantius      | Derivats            |
| pamięć (memòria) | pamiątka (record)   |
| gęś (oca)        | gąska (oqueta)      |
| część (part)     | cząstka (partícula) |

#### Alternança i:Ø
Aquesta alternança afecta sobretot els infinitius per diferenciar l'aspecte perfectiu de l'imperfectiu i l'aspecte iteratiu del no iteratiu.
La vocal i apareix sempre immediatament després d'una consonant tova en els temes dels verbs imperfectius, mentre que es perd en les formes dels infinitius perfectius:
| Verbs imperfectius   | Verbs perfectius |
| upominać (amonestar) | upomØnieć        |
| wspominać (recordar) | wspomØnieć       |

#### Alternança o:e / 'o:'e
Aquesta mena d'alternança afecta sobretot els adjectius. Els adjectius masculins personals pateixen aquesta alternança en el cas nominatiu plural. També els participis adjectivals en el gènere masculí i el tema dels quals acaba en -on pateixen aquesta alternança en el cas nominatiu plural:
| N. sing.             | N. pl.     |
| zmęczony (cansat)    | zmęczeni   |
| zadowolony (content) | zadowoleni |
| zdradzony (traït)    | zdradzeni  |
Aquesta alternança té molt de ressò en la flexió d'aquells verbs el tema dels quals és nios-, plot-, wlok-, gniot-, miot-, wioz-, pior- i bior-. Apareix en els casos següents:
- I. En la 2a i 3a persona del sing. i 1a i 2a del pl. dels verbs que pertanyen a la primera conjugació:

|          | Wlec (arrossegar) | Prać (rentar roba) | Pleść (trenar) |
| 1a sing. | wlokę             | piorę              | plotę          |
| 2a sing. | wleczesz          | pierzesz           | pleciesz       |
| 3a sing. | wlecze            | pierze             | plecie         |
| 1a pl.   | wleczemy          | pierzemy           | pleciemy       |
| 2a pl.   | wleczecie         | pierzecie          | pleciecie      |
| 3a pl.   | wloką             | piorą              | plotą          |
- II. En la 2a i 3a persona del sing. i 1a i 2a del pl. del mode imperatiu dels verbs de la primera conjugació:

|          | Brac (agafar) | Przynieść (portar) |
| 1a sing. | niech biorę   | niech przyniosę    |
| 2a sing. | bierz         | przynieś           |
| 3a sing. | niech bierze  | niech przyniesie   |
| 1a pl.   | bierzemy      | przynieśmy         |
| 2a pl.   | bierzecie     | przynieście        |
| 3a pl.   | niech biorą   | niech przyniosą    |

## El substantiu
En polonès el substantiu té tres accidents gramaticals:
- Gènere: masculí, femení i neutre.
- Nombre: singular i plural.
- Cas: nominatiu, genitiu, datiu, acusatiu, instrumental, locatiu i vocatiu.

### El gènere
La relació entre el gènere gramatical d'un substantiu i el sexe d'una persona o ésser anomenat per aquell substantiu és vinculant en polonès. Així, els éssers sexuats són nomenats per substantius que presenten el gènere gramatical corresponent al sexe que posseeixen, que pot ser masculí o femení. Per exemple, els substantius kot (gat) i nauczyciel (mestre) són de gènere gramatical masculí perquè nomenen éssers de sexe masculí, mentre que els substantius kocica (gata) i nauczycielka (mestra) són de gènere femení perquè designen éssers de sexe femení.
El gènere atribuït als substantius que no designen éssers sexuats pot ser, en canvi, de tres classes: masculí, femení o neutre.
Tant uns substantius com uns altres responen, a més a més, a una sèrie de regles gramaticals que defineixen llur gènere gramatical.
Per tant, són de gènere masculí:
- Els substantius que acaben en consonant: nauczyciel (mestre), słownik (diccionari), samochód (automòbil), osioł (ase), koń (cavall), lekarz (metge), kot (gat), fotel (butaca).
- Els substantius acabats en vocal -a que designen éssers de sexe masculí: mężczyzna (home), poeta (poeta), sędzia (jutge), wykładowca (conferenciant).
- Els substantius acabats en -o que designen éssers de sexe masculí: dziadzio (avi), wujcio (oncle), Stasio (hipocorístic del nom Stanisław).

Són de gènere femení:
- Els substantius acabats en -a: szafa (armari), książka (llibre), kobieta (dona), ręka (mà), noga (cama).
- Els substantius acabats en -i: pani (senyora), gospodyni (amfitriona), bogini (deessa), sprzedawczyni (venedora).
- Alguns substantius acabats en consonant: wieś (vila), wiadomość (notícia), mysz (ratolí), twarz (cara).

Són de gènere neutre:
- Els acabats en -o: dziecko (nen), niebo (cel), okno (finestra), biurko (escriptori).
- Els acabats en -e: pole (camp), życie (vida), zdjęcie (fotografia), śniadanie (esmorzar).
- Els acabats en -ę: zwierzę (animal), imię (nom), cielę (vedella).
- Els acabats en -um: muzeum (museu), liceum (liceu).

### El nombre
Tots els substantius presenten desinències específiques per a cadascun dels tres gèneres i set casos, ara bé, no tots els substantius presenten desinències diferents per a singular i plural. Hi ha determinades excepcions que estan representades sobretot per:
- Els singularia tantum, substantius que només tenen forma de singular:
  - Els noms de matèries o coses incomptables, com els que designen substàncies: żelazo (ferro), piasek (sorra), odzież (roba).
  - Els noms abstractes d'idees: wiara (fe), wiedza (saber).
  - Els noms col·lectius: chłopstwo (pagesia), listowie (fullatge)
- Els pluralia tantum, substantius que només tenen forma de plural, com: nożyczki (tisores), obcęgi (tenalles), kajdanki (manilles).

### El cas
La flexió nominal en polonès presenta set casos: nominatiu, genitiu, datiu, acusatiu, instrumental, locatiu i vocatiu. Cadascun d'aquests casos s'evidencia mitjançant unes desinències que són diferents segons siguin els altres accidents gramaticals del substantiu, ço és, segons el gènere i nombre. A més a més, l'ús de les desinències està condicionat a altres circumstàncies fonamentals, que són:
- En els substantius de gènere masculí:
  - La classe d'entitat significada pel nom, que pot donar lloc a les següents categories:
    - Masculí personal / masculí no personal
    - Masculí no personal animat / masculí no personal inanimat

  - La morfologia del tema de derivació del nom (tema en consonant dura, tova, funcionalment tova)
- En els substantius de gènere femení l'únic criteri que opera en la classificació dels paradigmes flexius és la morfologia del tema de derivació del nom (tema en consonant dura…).

### Flexió nominal

#### Masculí

##### Masculí personal
Tema en consonant dura (tret de k, g, r):
| Cas | Singular | Plural | estudiant | Singular    | Plural      |
| --- | -------- | ------ | --------- | ----------- | ----------- |
| N.  | -        | '-i    | N.        | student     | studenc-i   |
| G.  | -a       | -ów    | G.        | student-a   | student-ów  |
| D.  | -owi     | -om    | D.        | student-owi | student-om  |
| A.  | -a       | -ów    | A.        | student-a   | student-ów  |
| I.  | -em      | -ami   | I.        | student-em  | student-ami |
| L.  | '-e      | -ach   | L.        | studenci-e  | student-ach |
| V.  | '-e      | '-i    | V.        | studenci-e  | studenc-i   |

Tema en consonant tova:
| Cas | Singular | Plural | lladre | Singular     | Plural       |
| --- | -------- | ------ | ------ | ------------ | ------------ |
| N.  | -        | -e     | N.     | złodziej     | złodziej-e   |
| G.  | -a       | -i     | G.     | złodziej-a   | złodzie-i    |
| D.  | -owi     | -om    | D.     | złodziej-owi | złodziej-om  |
| A.  | -a       | -i     | A.     | złodziej-a   | złodzie-i    |
| I.  | -em      | -ami   | I.     | złodziej-em  | złodziej-ami |
| L.  | -u       | -ach   | L.     | złodziej-u   | złodziej-ach |
| V.  | -u       | -e     | V.     | złodziej-u   | złodziej-e   |

Tema en consonant funcionalment tova:
| Cas | Singular | Plural | metge | Singular   | Plural     |
| --- | -------- | ------ | ----- | ---------- | ---------- |
| N.  | -        | -e     | N.    | lekarz     | lekarz-e   |
| G.  | -a       | -y     | G.    | lekarz-a   | lekarz-y   |
| D.  | -owi     | -om    | D.    | lekarz-owi | lekarz-om  |
| A.  | -a       | -y     | A.    | lekarz-a   | lekarz-y   |
| I.  | -em      | -ami   | I.    | lekarz-em  | lekarz-ami |
| L.  | -u       | -ach   | L.    | lekarz-u   | lekarz-ach |
| V.  | -u       | -e     | V.    | lekarz-u   | lekarz-e   |

Tema en k:
| Cas | Singular | Plural | polonès | Singular  | Plural    |
| --- | -------- | ------ | ------- | --------- | --------- |
| N.  | -k       | -cy    | N.      | Polak     | Pola-cy   |
| G.  | -ka      | -ków   | G.      | Pola-ka   | Pola-ków  |
| D.  | -kowi    | -kom   | D.      | Pola-kowi | Pola-kom  |
| A.  | -ka      | -ków   | A.      | Pola-ka   | Pola-ków  |
| I.  | -kiem    | -kami  | I.      | Pola-kiem | Pola-kami |
| L.  | -ku      | -kach  | L.      | Pola-ke   | Pola-kach |
| V.  | -ku      | -cy    | V.      | Pola-ke   | Pola-cy   |

Tema en g:
| Cas | Singular | Plural | biòleg | Singular   | Plural     |
| --- | -------- | ------ | ------ | ---------- | ---------- |
| N.  | -g       | -dzy   | N.     | biolog     | biolo-dzy  |
| G.  | -ga      | -gów   | G.     | biolo-ga   | biolo-gów  |
| D.  | -gowi    | -gom   | D.     | biolo-gowi | biolo-gom  |
| A.  | -ga      | -gów   | A.     | biolo-ga   | biolo-gów  |
| I.  | -giem    | -gami  | I.     | biolo-giem | biolo-gami |
| L.  | -gu      | -gach  | L.     | biolo-gu   | biolo-gach |
| V.  | -gu      | -dzy   | V.     | biolo-gu   | biolo-dzy  |

Tema en r:
| Cas | Singular | Plural | cambrer | Singular   | Plural     |
| --- | -------- | ------ | ------- | ---------- | ---------- |
| N.  | -r       | -rzy   | N.      | kelner     | kelne-rzy  |
| G.  | -ra      | -rów   | G.      | kelne-ra   | kelne-rów  |
| D.  | -rowi    | -rom   | D.      | kelne-rowi | kelne-rom  |
| A.  | -ra      | -rów   | A.      | kelne-ra   | kelne-rów  |
| I.  | -rem     | -rami  | I.      | kelne-rem  | kelne-rami |
| L.  | -rze     | -rach  | L.      | kelne-rze  | kelne-rach |
| V.  | -rze     | -rzy   | V.      | kelne-rze  | kelne-rzy  |

##### Masculí animat no personal
Tema en consonant dura (tret de k, g, r):
| Cas | Singular | Plural | gat | Singular | Plural  |
| --- | -------- | ------ | --- | -------- | ------- |
| N.  | -        | -y     | N.  | kot      | kot--y  |
| G.  | -a       | -ów    | G.  | kot-a    | kot-ów  |
| D.  | -u       | -om    | D.  | kot-u    | kot-om  |
| A.  | -a       | -y     | A.  | kot-a    | kot-y   |
| I.  | -em      | -ami   | I.  | kot-em   | kot-ami |
| L.  | '-e      | -ach   | L.  | koci-e   | kot-ach |
| V.  | '-e      | -y     | V.  | koci-e   | kot-y   |

##### Masculí inanimat
Tema en consonant dura (tret de k, g, r):
| Cas | Singular | Plural | catifa | Singular  | Plural    |
| --- | -------- | ------ | ------ | --------- | --------- |
| N.  | -        | -y     | N.     | dywan     | dywan-y   |
| G.  | -u       | -ów    | G.     | dywan-u   | dywan-ów  |
| D.  | -owi     | -om    | D.     | dywan-owi | dywan-om  |
| A.  | -        | -y     | A.     | dywan     | dywan-y   |
| I.  | -em      | -ami   | I.     | dywan-em  | dywan-ami |
| L.  | '-e      | -ach   | L.     | dywani-e  | dywan-ach |
| V.  | '-e      | -y     | V.     | dywani-e  | dywan-y   |

Tema en consonant tova:
| Cas | Singular | Plural | eixam | Singular | Plural  |
| --- | -------- | ------ | ----- | -------- | ------- |
| N.  | -        | -e     | N.    | rój      | roj-e   |
| G.  | -u       | -ów    | G.    | roj-u    | roj-ów  |
| D.  | -owi     | -om    | D.    | roj-owi  | roj-om  |
| A.  | -        | -e     | A.    | rój      | roj-e   |
| I.  | -em      | -ami   | I.    | roj-em   | roj-ami |
| L.  | -u       | -ach   | L.    | roj-u    | roj-ach |
| V.  | -u       | -e     | V.    | roj-u    | roj-e   |

Tema en consonant funcionalment tova:
| Cas | Singular | Plural | equipatge | Singular  | Plural    |
| --- | -------- | ------ | --------- | --------- | --------- |
| N.  | -        | -e     | N.        | bagaż     | bagaż-e   |
| G.  | -u       | -y     | G.        | bagaż-u   | bagaż-y   |
| D.  | -owi     | -om    | D.        | bagaż-owi | bagaż-om  |
| A.  | -        | -e     | A.        | bagaż     | bagaż-e   |
| I.  | -em      | -ami   | I.        | bagaż-em  | bagaż-ami |
| L.  | -u       | -ach   | L.        | bagaż-u   | bagaż-ach |
| V.  | -u       | -e     | V.        | bagaż-u   | bagaż-e   |

Tema en k:
| Cas | Singular | Plural | dimarts | Singular  | Plural    |
| --- | -------- | ------ | ------- | --------- | --------- |
| N.  | -k       | -ki    | N.      | wtorek    | wtor-ki   |
| G.  | -ku      | -ków   | G.      | wtor-ku   | wtor-ków  |
| D.  | -kowi    | -kom   | D.      | wtor-kowi | wtor-kom  |
| A.  | -k       | -ki    | A.      | wtorek    | wtor-ki   |
| I.  | -kiem    | -kami  | I.      | wtor-kiem | wtor-kami |
| L.  | -ku      | -kach  | L.      | wtor-ku   | wtor-kach |
| V.  | -ku      | -ki    | V.      | wtor-ku   | wtor-ki   |

Tema en g:
| Cas | Singular | Plural | tren | Singular   | Plural     |
| --- | -------- | ------ | ---- | ---------- | ---------- |
| N.  | -g       | -gi    | N.   | pociąg     | pocią-gi   |
| G.  | -gu      | -gów   | G.   | pocią-gu   | pocią-gów  |
| D.  | -gowi    | -gom   | D.   | pocią-gowi | pocią-gom  |
| A.  | -g       | -gi    | A.   | pociąg     | pocią-gi   |
| I.  | -giem    | -gami  | I.   | pocią-giem | pocią-gami |
| L.  | -gu      | -gach  | L.   | pocią-gu   | pocią-gach |
| V.  | -gu      | -gi    | V.   | pocią-gu   | pocią-gi   |

Tema en r:
| Cas | Singular | Plural | bosc | Singular | Plural  |
| --- | -------- | ------ | ---- | -------- | ------- |
| N.  | -r       | -ry    | N.   | bór      | bo--ry  |
| G.  | -ru      | -rów   | G.   | bo-ru    | bo-rów  |
| D.  | -rowi    | -rom   | D.   | bo-rowi  | bo-rom  |
| A.  | -r       | -ry    | A.   | bór      | bo-ry   |
| I.  | -rem     | -rami  | I.   | bo-rem   | bo-rami |
| L.  | -rze     | -rach  | L.   | bo-rze   | bo-rach |
| V.  | -rze     | -ry    | V.   | bo-rze   | bo-ry   |

#### Femení
Tema en consonant dura + a:
| Cas | Singular | Plural | cafè | Singular | Plural  |
| --- | -------- | ------ | ---- | -------- | ------- |
| N.  | -a       | -y     | N.   | kaw-a    | kaw-y   |
| G.  | -y       | -      | G.   | kaw-y    | kaw     |
| D.  | '-e      | -om    | D.   | kawi-e   | kaw-om  |
| A.  | -ę       | -y     | A.   | kaw-ę    | kaw-y   |
| I.  | -ą       | -ami   | I.   | kaw-ą    | kaw-ami |
| L.  | '-e      | -ach   | L.   | kawi-e   | kaw-ach |
| V.  | -o       | -y     | V.   | kaw-o    | kaw-y   |

Tema en consonant tova:
| Cas | Singular | Plural | contingut | Singular | Plural     |
| --- | -------- | ------ | --------- | -------- | ---------- |
| N.  | -        | -i     | N.        | treść    | treśc-i    |
| G.  | -i       | -i     | G.        | treśc-i  | treśc-i    |
| D.  | -i       | -iom   | D.        | treśc-i  | treśc-iom  |
| A.  | -        | -i     | A.        | treść    | treśc-i    |
| I.  | -ią      | -iami  | I.        | treśc-ią | treśc-iami |
| L.  | -i       | -iach  | L.        | treśc-i  | treśc-iach |
| V.  | -i       | -i     | V.        | treśc-i  | treśc-i    |

Tema en consonant tova + a:
| Cas | Singular | Plural | terra | Singular | Plural    |
| --- | -------- | ------ | ----- | -------- | --------- |
| N.  | -ia      | -ie    | N.    | ziem-ia  | ziem-ie   |
| G.  | -i       | -i     | G.    | ziem-i   | ziem-i    |
| D.  | -i       | -iom   | D.    | ziem-i   | ziem-iom  |
| A.  | -ię      | -ie    | A.    | ziem-ię  | ziem-ie   |
| I.  | -ią      | -iami  | I.    | ziem-ią  | ziem-iami |
| L.  | -i       | -iach  | L.    | ziem-i   | ziem-iach |
| V.  | -io      | -ie    | V.    | ziem-io  | ziem-ie   |

Tema en consonant funcionalment tova:
| Cas | Singular | Plural | ratolí | Singular | Plural   |
| --- | -------- | ------ | ------ | -------- | -------- |
| N.  | -        | -y     | N.     | mysz     | mysz-y   |
| G.  | -y       | -y     | G.     | mysz-y   | mysz-y   |
| D.  | -y       | -om    | D.     | mysz-y   | mysz-om  |
| A.  | -        | -y     | A.     | mysz     | mysz-y   |
| I.  | -ą       | -ami   | I.     | mysz-ą   | mysz-ami |
| L.  | -y       | -ach   | L.     | mysz-y   | mysz-ach |
| V.  | -y       | -y     | V.     | mysz-y   | mysz-y   |

Tema en consonant funcionalment tova + a:
| Cas | Singular | Plural | taronja | Singular    | Plural                  |
| --- | -------- | ------ | ------- | ----------- | ----------------------- |
| N.  | -a       | -e     | N.      | pomarańcz-a | pomarańcz-e             |
| G.  | -y       | -/-y   | G.      | pomarańcz-y | pomarańcz / pomarańcz-y |
| D.  | -y       | -om    | D.      | pomarańcz-y | pomarańcz-om            |
| A.  | -ę       | -e     | A.      | pomarańcz-ę | pomarańcz-e             |
| I.  | -ą       | -ami   | I.      | pomarańcz-ą | pomarańcz-ami           |
| L.  | -y       | -ach   | L.      | pomarańcz-y | pomarańcz-ach           |
| V.  | -o       | -e     | V.      | pomarańcz-o | pomarańcz-e             |

Tema en k+a:
| Cas | Singular | Plural | formiga | Singular | Plural    |
| --- | -------- | ------ | ------- | -------- | --------- |
| N.  | -ka      | -ki    | N.      | mrów-ka  | mrów-ki   |
| G.  | -ki      | -      | G.      | mrów-ki  | mrówek    |
| D.  | -ce      | -kom   | D.      | mrów-ce  | mrów-kom  |
| A.  | -kę      | -ki    | A.      | mrów-kę  | mrów-ki   |
| I.  | -ką      | -kami  | I.      | mrów-ką  | mrów-kami |
| L.  | -ce      | -kach  | L.      | mrów-ce  | mrów-kach |
| V.  | -ko      | -ki    | V.      | mrów-ko  | mrów-ki   |

Tema en g+a:
| Cas | Singular | Plural | camí | Singular | Plural   |
| --- | -------- | ------ | ---- | -------- | -------- |
| N.  | -ga      | -gi    | N.   | dro-ga   | dro-gi   |
| G.  | -gi      | -      | G.   | dro-gi   | dróg     |
| D.  | -dze     | -gom   | D.   | dro-dze  | dro-gom  |
| A.  | -gę      | -gi    | A.   | dro-gę   | dro-gi   |
| I.  | -gą      | -gami  | I.   | dro-gą   | dro-gami |
| L.  | -dze     | -gach  | L.   | dro-dze  | dro-gach |
| V.  | -go      | -gi    | V.   | dro-go   | dro-gi   |

#### Neutre
Tema en consonant dura + o (tret de k, g, ch):
| Cas | Singular | Plural | arbre | Singular | Plural    |
| --- | -------- | ------ | ----- | -------- | --------- |
| N.  | -o       | -a     | N.    | drzew-o  | drzew-a   |
| G.  | -a       | -      | G.    | drzew-a  | drzew     |
| D.  | -u       | -om    | D.    | drzew-u  | drzew-om  |
| A.  | -o       | -a     | A.    | drzew-o  | drzew-a   |
| I.  | -em      | -ami   | I.    | drzew-em | drzew-ami |
| L.  | '-e      | -ach   | L.    | drzewi-e | drzew-ach |
| V.  | -o       | -a     | V.    | drzew-o  | drzew-a   |

Tema en consonant tova + e:
| Cas | Singular | Plural | esmorzar | Singular    | Plural       |
| --- | -------- | ------ | -------- | ----------- | ------------ |
| N.  | -ie      | -ia    | N.       | śniadan-ie  | śniadan-ia   |
| G.  | -ia      | -      | G.       | śniadan-ia  | śniadań      |
| D.  | -iu      | -iom   | D.       | śniadan-iu  | śniadan-iom  |
| A.  | -ie      | -ia    | A.       | śniadan-ie  | śniadan-ia   |
| I.  | -iem     | -iami  | I.       | śniadan-iem | śniadan-iami |
| L.  | -iu      | -iach  | L.       | śniadaniu   | śniadan-iach |
| V.  | -ie      | -ia    | V.       | śniadan-ie  | śniadan-ia   |

Tema en consonant funcionalment tova + e:
| Cas | Singular | Plural | sol | Singular | Plural    |
| --- | -------- | ------ | --- | -------- | --------- |
| N.  | -e       | -a     | N.  | słońc-e  | słońc-a   |
| G.  | -a       | -      | G.  | słońc-a  | słońc     |
| D.  | -u       | -om    | D.  | słońc-u  | słońc-om  |
| A.  | -e       | -a     | A.  | słońc-e  | słońc-a   |
| I.  | -em      | -ami   | I.  | słońc-em | słońc-ami |
| L.  | -u       | -ach   | L.  | słońcu   | słońc-ach |
| V.  | -e       | -a     | V.  | słońc-e  | słońc-a   |

## L'adjectiu

### El gènere
L'adjectiu en polonès manifesta tots tres gèneres:
- a) Masculí: acaba en -y (per exemple młody [jove]) o en -i (p. ex. drogi [car]).
- b) Femení: acaba en -a (młoda).
- c) Neutre: acaba en -e (młode). Quan la consonant del tema és k o g es produeix sempre una palatalització davant la vocal -e (k+e > kie i g+e > gie), com per exemple a drogi > drogie.

### El nombre
Tots els adjectius manifesten forma de nombre singular o plural, en concordança amb el substantiu a què acompanyen. Per exemple, wysoki mężczyzna (home alt) - wysocy mężczyźni (homes alts).

### Morfologia dels casos

#### Nominatiu

##### Masculí
Tema en consonant dura o funcionalment tova, adopten la desinència y:
| Tema                     | Desinència |
| ------------------------ | ---------- |
| niecierpliw- (impacient) | y          |
| spokojn- (tranquil)      | y          |
| duż- (gran)              | y          |
| wygodn- (còmode)         | y          |
| mał- (petit)             | y          |

Tema en consonant tova, k- g-, adopten la desinència i:
| Tema            | Desinència |
| --------------- | ---------- |
| brzydk- (lleig) | i          |
| miękk- (tou)    | i          |
| tan- (barat)    | i          |
| dług- (llarg)   | i          |

##### Femení
Tots els adjectius adopten la desinència a per al nominatiu:
| Tema                    | Desinència |
| ----------------------- | ---------- |
| pełn- (plena)           | a          |
| wygodn- (còmoda)        | a          |
| czyst- (neta)           | a          |
| sympatyczn- (simpàtica) | a          |

##### Neutre
Tots els adjectius adopten la desinència e per al nominatiu. Cal tenir en compte que les consonants k- g- del tema es palatalitzen en contacte amb la vocal -e de la desinència, de manera que k + e → kie i g + e → gie.
| Tema                    | Desinència |
| ----------------------- | ---------- |
| dobr- (bo)              | e          |
| mił- (amable)           | e          |
| pracowit- (treballador) | e          |
| dług- (llarg)           | ie         |
| miękk (tou)             | ie         |